# UCI Africa Tour 2017
Navigation
Édition précédente Édition suivante
L'UCI Africa Tour 2017 est la treizième édition de l'UCI Africa Tour, l'un des cinq circuits continentaux de cyclisme de l'Union cycliste internationale. Il est composé de 21 compétitions organisées du 28 octobre 2016 au 29 septembre 2017 en Afrique.

## Calendrier des épreuves

### Octobre 2016
| Date | Course       | Pays         | Classe | Vainqueur       | Équipe                           |
| ---- | ------------ | ------------ | ------ | --------------- | -------------------------------- |
| 28-6 | Tour du Faso | Burkina Faso | 2.2    | Harouna Ilboudo | Équipe nationale du Burkina Faso |

### Novembre 2016
| Date  | Course         | Pays   | Classe | Vainqueur         | Équipe                 |
| ----- | -------------- | ------ | ------ | ----------------- | ---------------------- |
| 13-20 | Tour du Rwanda | Rwanda | 2.2    | Valens Ndayisenga | Dimension Data-Qhubeka |

### Février
| Date | Course                                                    | Pays   | Classe | Vainqueur                                                               | Équipe                         |
| ---- | --------------------------------------------------------- | ------ | ------ | ----------------------------------------------------------------------- | ------------------------------ |
| 3    | Challenges de la Marche verte - Grand Prix Sakia El Hamra | Maroc  | 1.2    | Ahmed Galdoune                                                          | Delio Gallina Colosio Eurofeed |
| 5    | Challenges de la Marche verte - Grand Prix Oued Eddahab   | Maroc  | 1.2    | Ivan Balykin                                                            | Torku Şekerspor                |
| 6    | Challenges de la Marche verte - Grand Prix Al Massira     | Maroc  | 1.2    | Ahmet Örken                                                             | Torku Şekerspor                |
| 9    | Challenge du Prince - Trophée princier                    | Maroc  | 1.2    | Thomas Vaubourzeix                                                      | Nice                           |
| 11   | Challenge du Prince - Trophée de l'anniversaire           | Maroc  | 1.2    | Umberto Marengo                                                         | Delio Gallina Colosio Eurofeed |
| 12   | Challenge du Prince - Trophée de la maison royale         | Maroc  | 1.2    | Ahmed Galdoune                                                          | Delio Gallina Colosio Eurofeed |
| 14   | Championnat d'Afrique du contre-la-montre par équipes     | Égypte | CC     | Érythrée Meron Abraham Amanuel Gebreigzabhier Awet Habtom Meron Teshome | Érythrée                       |
| 16   | Championnat d'Afrique du contre-la-montre                 | Égypte | CC     | Meron Teshome                                                           | Érythrée                       |
| 19   | Championnat d'Afrique sur route                           | Égypte | CC     | Willie Smit                                                             | Afrique du Sud                 |
| 27-5 | Tropicale Amissa Bongo                                    | Gabon  | 2.1    | Yohann Gène                                                             | Direct Énergie                 |

### Mars
| Date  | Course           | Pays     | Classe | Vainqueur        | Équipe   |
| ----- | ---------------- | -------- | ------ | ---------------- | -------- |
| 10-18 | Tour du Cameroun | Cameroun | 2.2    | Nikodemus Holler | Bike Aid |

### Avril
| Date  | Course                 | Pays     | Classe | Vainqueur          | Équipe                 |
| ----- | ---------------------- | -------- | ------ | ------------------ | ---------------------- |
| 7-16  | Tour du Maroc          | Maroc    | 2.2    | Anass Aït El Abdia | UAE Team Emirates      |
| 15    | Fenkel Northern Redsea | Érythrée | 1.2    | Pierpaolo Ficara   | Amore & Vita–Selle SMP |
| 16    | Circuit de Massaoua    | Érythrée | 1.2    | Simon Musie        |                        |
| 18-22 | Tour d'Érythrée        | Érythrée | 2.2    | Zemenfes Solomon   | Eritel                 |
| 22-29 | Tour du Sénégal        | Sénégal  | 2.2    | Islam Mansouri     | Vélo Club Sovac        |
| 23    | Circuit d'Asmara       | Érythrée | 1.2    | Mikiel Habtom      |                        |

### Mai
| Date  | Course          | Pays    | Classe | Vainqueur       | Équipe     |
| ----- | --------------- | ------- | ------ | --------------- | ---------- |
| 10-14 | Tour de Tunisie | Tunisie | 2.2    | Matthias Legley | Naturablue |

### Septembre
| Date  | Course                | Pays          | Classe | Vainqueur     | Équipe   |
| ----- | --------------------- | ------------- | ------ | ------------- | -------- |
| 23-29 | Tour de Côte d'Ivoire | Côte d'Ivoire | 2.2    | Dieter Bouvry | Flandres |

### Octobre
| Date  | Course                  | Pays     | Classe | Vainqueur      | Équipe        |
| ----- | ----------------------- | -------- | ------ | -------------- | ------------- |
| 11-15 | Grand Prix Chantal Biya | Cameroun | 2.2    | Clovis Kamzong | SNH Velo Club |

## Classements
- Classements

| #   | Coureur             | Pays           | Équipe                   | Pts. |
| --- | ------------------- | -------------- | ------------------------ | ---- |
| 1.  | Willie Smit         | Afrique du Sud | -                        | 353  |
| 2.  | Meron Abraham*      | Érythrée       | -                        | 344  |
| 3.  | Ahmed Galdoune*     | Maroc          | -                        | 383  |
| 4.  | Meron Teshome       | Érythrée       | Bike Aid                 | 347  |
| 5.  | Valens Ndayisenga   | Rwanda         | Tirol Cycling Team       | 178  |
| 6.  | Zemenfes Solomon*   | Érythrée       | -                        | 175  |
| 7.  | Tesfom Okubamariam  | Érythrée       | Interpro Cycling Academy | 160  |
| 8.  | Ali Nouisri         | Tunisie        | -                        | 154  |
| 9.  | Salaheddine Mraouni | Maroc          | Kuwait-Cartucho.es       | 149  |
| 10. | Awet Habtom*        | Érythrée       | Bike Aid                 | 148  |

| #   | Équipe                     | Pays           | Pts. |
| --- | -------------------------- | -------------- | ---- |
| 1.  | Bike Aid                   | Allemagne      | 590  |
| 2.  | Dimension Data for Qhubeka | Afrique du Sud | 370  |
| 3.  | Torku Şekerspor            | Turquie        | 196  |
| 4.  | VIB Bikes                  | Bahreïn        | 192  |
| 5.  | Direct Énergie             | France         | 190  |
| 6.  | Tirol Cycling Team         | Autriche       | 178  |
| 7.  | Start Vaxes Cycling Team   | Bolivie        | 176  |
| 8.  | Velo Club Sovac            | Algérie        | 171  |
| 9.  | Interpro Cycling Academy   | Japon          | 160  |
| 10. | Kuwait-Cartucho.es         | Koweït         | 149  |

| #   | Pays           | Pts.   |
| --- | -------------- | ------ |
| 1.  | Érythrée       | 1683   |
| 2.  | Afrique du Sud | 1239   |
| 3.  | Maroc          | 1041,5 |
| 4.  | Rwanda         | 671    |
| 5.  | Algérie        | 574    |
| 6.  | Tunisie        | 448    |
| 7.  | Éthiopie       | 291    |
| 8.  | Burkina Faso   | 204    |
| 9.  | Namibie        | 143    |
| 10. | Maurice        | 108    |

| #   | Pays (U23)     | Pts. |
| --- | -------------- | ---- |
| 1.  | Érythrée       | 905  |
| 2.  | Maroc          | 545  |
| 3.  | Rwanda         | 292  |
| 4.  | Afrique du Sud | 183  |
| 5.  | Algérie        | 181  |
| 6.  | Tunisie        | 102  |
| 7.  | Éthiopie       | 65   |
| 8.  | Maurice        | 60   |
| 9.  | Namibie        | 27   |
| 10. | Côte d'Ivoire  | 10   |